# Machowica
Machowica [maxɔˈvit͡sa] (tiếng Đức: Elis)  là một khu định cư ở khu hành chính của Gmina Przybiernów, thuộc hạt Goleniów, West Pomeranian Voivodeship, ở phía tây bắc Ba Lan. Nó nằm khoảng 5 kilômét (3 mi)   phía tây nam của Przybiernów, 22 km (14 mi)     về phía bắc Goleniów và 36 km (22 mi) phía bắc thủ đô khu vực Szczecin.
Trước năm 1945, khu vực này là một phần của Đức. Đối với lịch sử của khu vực, xem Lịch sử của Pomerania.
Khu định cư có dân số 10 người.